# Raja Krishna Menon
Pour les articles homonymes, voir Menon (homonymie).

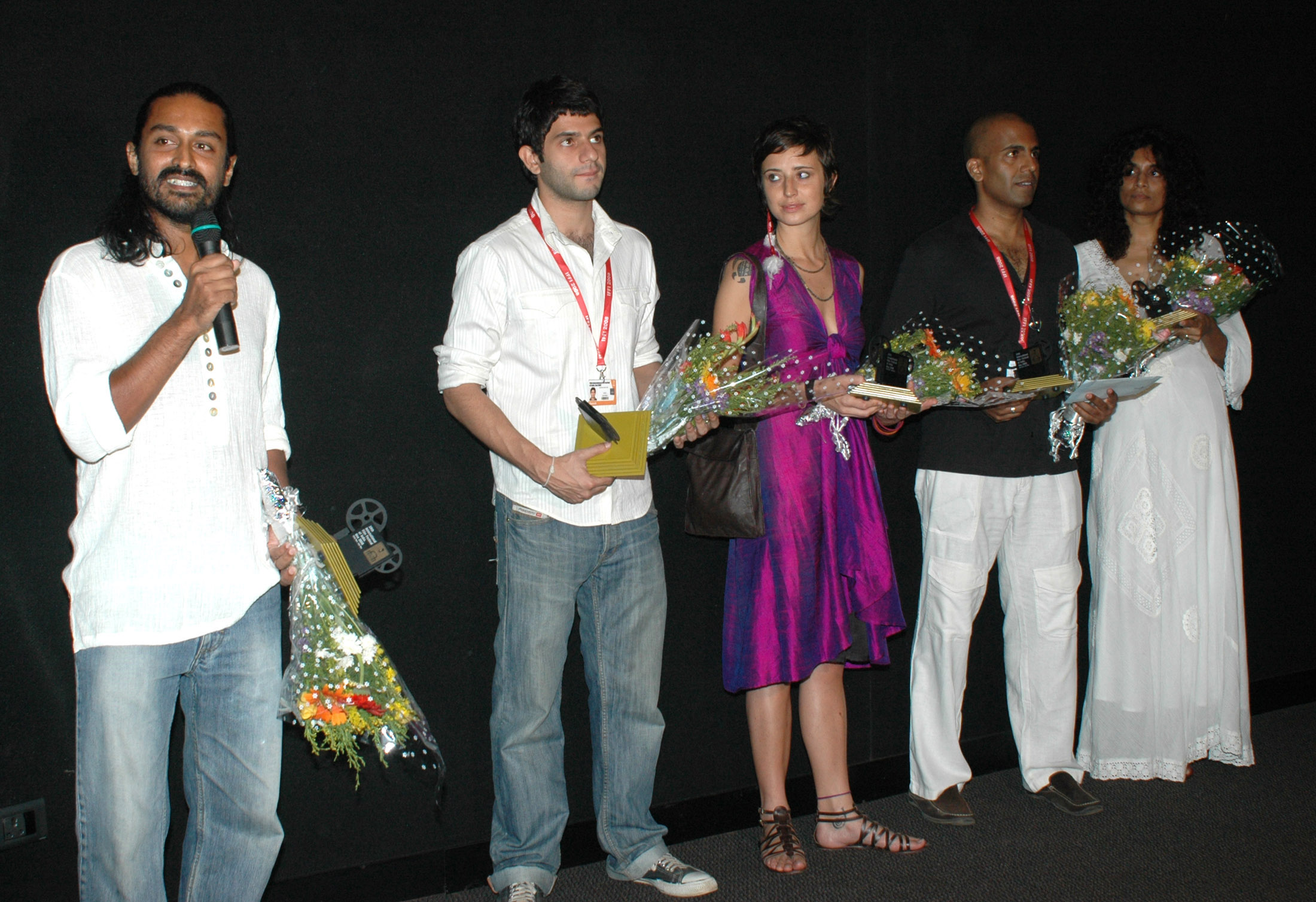
Raja Menon s'adressant au public au 39e festival international à Panaji, Goa en 2008

Raja Krishna Menon, né à Thrissur, dans le Kerala (Inde), est un scénariste, réalisateur et producteur indien.

## Filmographie

### Scénario et réalisation
- 2003 : Bas Yun Hi
- 2009 : Barah Aana
- 2016 : Airlift